# Алькор
Алькор ([ˈælkɔər]) — подвійна зоряна система в сузір'ї Велика Ведмедиця, зоря-супутник Міцара. Неозброєним оком Міцар і Алькор видно як пару близьких зір у голоблі астеризму Великий Віз. Здатність бачити Алькор — традиційний спосіб перевірки зору.
За даними астрометричного супутника «Гіппаркос», обидві зорі перебувають на відстані приблизно 83 (за іншими даними — 78) світлових років від Сонця. Видима зоряна величина — +3,99, спектральний клас — A5 V, Для епохи 2000 пряме піднесення становить 13г 25м 13,53с, нахил +54° 59′ 16,65″.
Маса Алькора дорівнює 1,8 мас Сонця. Температура поверхні Алькора становить 8000 К, він у 12 разів яскравіший за Сонце. Яскравість Алькора зазнає невеликих періодичних коливань. Швидкість його обертання становить 218 км/с, що в 100 разів швидше, ніж у Сонця.

## Назви та позначення
Назва «Алькор» походить від арабського الخوار al-khawāri, що означає «тьмяний», «незначний» — тобто слабко помітний супутник Міцара.
В арабській мові Алькор називають також Al-Sahja (ритмічна форма звичайного al-Suhā), що означає «забутий», «втрачений», «незначний».
Флемстид позначив Алькор як 80 Ursae Majoris.
Робоча група з назв зір (WGSN), створена Міжнародним астрономічним союзом 2016 року, затвердила назву «Алькор» у першому ж своєму бюлетені.
У традиційній індійській астрономії Алькор мав назву Арундгаті на честь дружини одного з Саптаріші.
В одному з міфів народу мікмаки про великого ведмедя та семеро мисливців Міцар — це синиця, а Алькор — її каструля[прояснити].

## Міцар і Алькор

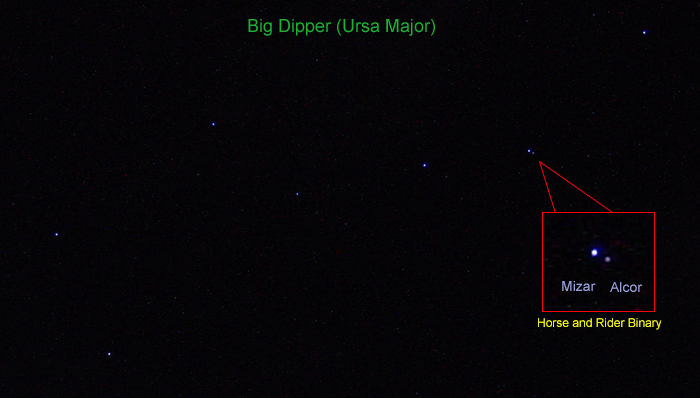
Міцар і Алькор у сузір'ї Великої Ведмедиці

Людина з нормальним зором бачить Алькор приблизно за 12 кутових мінут від Міцара — зорі 2-ї величини.
Характеристики власного руху Міцара й Алькора свідчать, що обидві зорі рухаються разом із більшістю інших зір Великої Ведмедиці, крім Дубхе й Алькайда, і належать до Рухомої групи Великої Ведмедиці — розсіяної групи зір, які мають спільне походження.
Щодо того, чи вони гравітаційно пов'язані, довгий час тривали суперечки. Лише у 2009 році астрономи Рочестерського університету виявили зв’язок між Алькором і складовими зоряної системи Міцара.
Дослідження 2010 року показували, що відстань між Алькором і Міцаром дещо менша, ніж вважалося раніше: приблизно 74 000 ± 39 000 астрономічних одиниць, тобто 0,5—1,5 світлового року. Невизначеність відстані між ними пов'язана з невизначеністю відстані до цієї зоряної системи від Сонячної системи. Якщо вони перебувають на однаковій відстані від нас (імовірність цього мала), то відстань між ними становить лише 17 800 а. о. (0,281 св. р.).

### Зоря Людвіга
Майже точно посередині між Міцаром і Алькором на небосхилі розташована Зоря Людвіга. У систему Міцар — Алькор вона не входить, адже відстань до неї приблизно вчетверо більша — бл. 300 світлових років.

### Перевірка зору
Спроба побачити Алькор — хороший[ненейтрально] тест на гостроту зору. Межа кутової роздільної здатності людського ока близька до 1 мінути, тобто 12 мінут (майже половина видимого діаметра Місяця), які розділяють Алькор і Міцар, теоретично не вимагають ідеального зору: гостроти зору 0,1 або 20/200 має бути достатньо. Утім, на практиці спроба побачити Алькор сильно ускладнюється невеликою яскравістю зір та великою різницею в яскравості між Міцаром і Алькором.
Експерименти Джорджа Бохігяна (George M. Bohigian) показали, що цей «арабський тест зору» фактично мало відрізняється від рядка 20/20 таблиці Снеллена (нормальний зір, гострота 1,0) принаймні для молодих людей. З низки протестованих добровольців лише одна людина віком 65 років виявилася нездатною розрізнити зорі навіть після корекції зору до 1,0.
В арабській літературі говориться, що побачити супутник Міцара може лише той, хто має найгостріший зір[джерело?]. Арабський лексикограф XIV століття Фірузабаді назвав його «Нашою загадкою», тоді як перський астрономічний письменник XIII століття Закарія аль-Казвіні сказав, що «люди перевіряли свій зір цією зорею».

## Алькор B

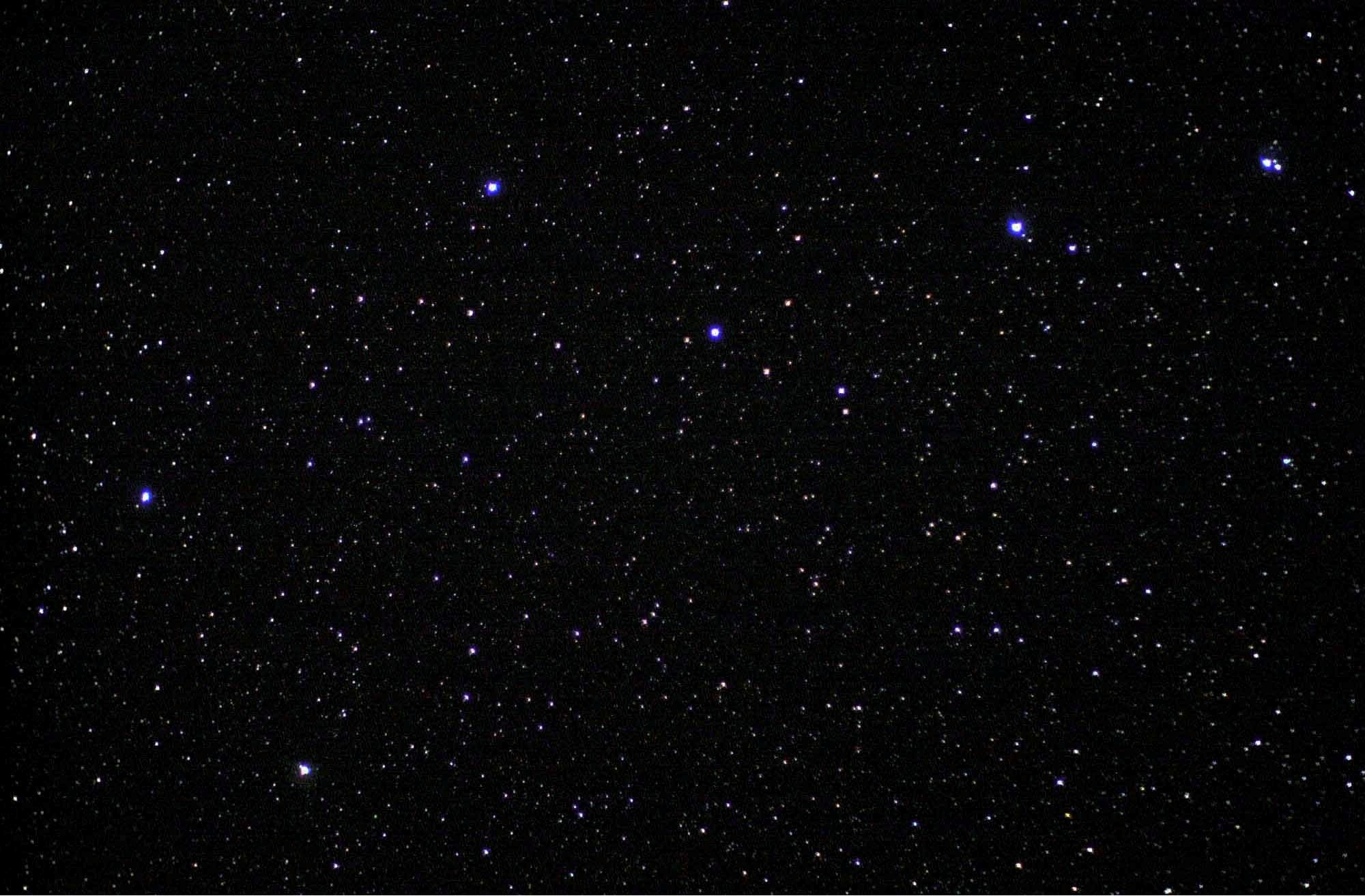
Великий Віз та частина ручки ковша, сфотографовані з Міжнародної космічної станції. Міцар і Алькор розташовані вгорі праворуч.

У 2009 році було виявлено, що в Алькора є зоря-супутник Алькор B, червоний карлик зоряної величини 8,8.
Алькор B відкрили незалежно дві групи астрономів. Одна група під керівництвом Еріка Мамаджека (Eric Mamajek, Рочестерський університет) та його колеги із обсерваторії Стюарда Університету Аризони застосовувала адаптивну оптику на 6,5-метровому телескопі в Обсерваторії MMT. Друга група під керівництвом Ніла Циммермана (Neil Zimmerman), аспіранта Колумбійського університету та члена проєкту 1640 — міжнародної робочої групи, до складу якої входили астрофізики з Американського музею природознавства, Інституту астрономії Кембриджського університету, Каліфорнійського технологічного інституту та Лабораторії реактивного руху НАСА — застосовувала 5-метровий Телескоп Гейла в Паломарській обсерваторії.
Алькор B перебуває за одну кутову секунду від Алькора A. Його спектральний клас — M3-4, це зоря головної послідовності, червоний карлик. Мінімальна відстань між Алькором A і Алькором B — 25 астрономічних одиниць. Один оберт триває щонайменше 90 років.
Алькор A і Алькор B перебувають на відстані 1,2 св. р. від чотирикратної системи Міцар і рухаються разом із нею. Таким чином, це друга за відстанню від Сонця шестикратна система — ближче неї лише Кастор. Шестикратна зоряна система Міцар — Алькор належить до рухомої групи Великої Ведмедиці — групи зір, які мають майже однаковий вік і швидкість. Це найближчий до Сонця об'єкта такого типу.

## У культурі
Назву «Алькор» мають кораблі ВМС США: USS Alcor (AD-34) і USS Alcor (AK-259)[джерело?][значущість факту?].